# Sérgio Fingermann
Sérgio Fingermann (São Paulo, 1953) é um pintor e gravador brasileiro. No início da década de 1970, em São Paulo, estuda pintura e desenho com Yolanda Mohalyi e, em Veneza, tem aulas com Mario Deluigi. Também frequenta a Escola Brasil e a Faculdade de Arquitetura e Urbanismo da Universidade de São Paulo, formando-se arquiteto em 1979. Lançou-se no circuito artístico no final dos anos 1970, recebendo, em 1987, o prêmio de Melhor Gravador da Associação Paulista de Críticos de Arte.